# Хондрина вівсяна
Хондрина вівсяна (Chondrina avenacea), або бескидниця вівсяна — вид черевоногих з родини Chondrinidae.
В Україні вид відсутній, але під цією назвою був помилково занесений до Червоної книги України місцевий вид бескидниця аркадійська (Chondrina arcadica), в офіційному переліку назву було виправлено у 2021 році.

## Поширення
Альпи, Піренеї та оточуючі території. Помилково вказувався для Українських Карпат, але там поширений інший вид роду.

## Особливості біології
Вапнякові скелі на безліссі.